# Jean Mbarga
Jean Mbarga (ur. 18 maja 1956 w Ebolmedzo) – kameruński duchowny katolicki, arcybiskup Jaunde od 2014.

## Życiorys

### Prezbiterat
Święcenia kapłańskie otrzymał 5 grudnia 1981 i został inkardynowany do archidiecezji Jaunde. Był m.in. diecezjalnym duszpasterzem młodzieży, ekonomem diecezjalnym oraz wikariuszem generalnym.

### Episkopat
15 października 2004 papież Jan Paweł II mianował go biskupem ordynariuszem diecezji Ebolowa. Sakry udzielił mu 5 grudnia 2004 ówczesny nuncjusz apostolski w Kamerunie – arcybiskup Eliseo Ariotti.
31 października 2014 papież Franciszek mianował go arcybiskupem metropolitą Jaunde.